# 格拉納滕科格爾山

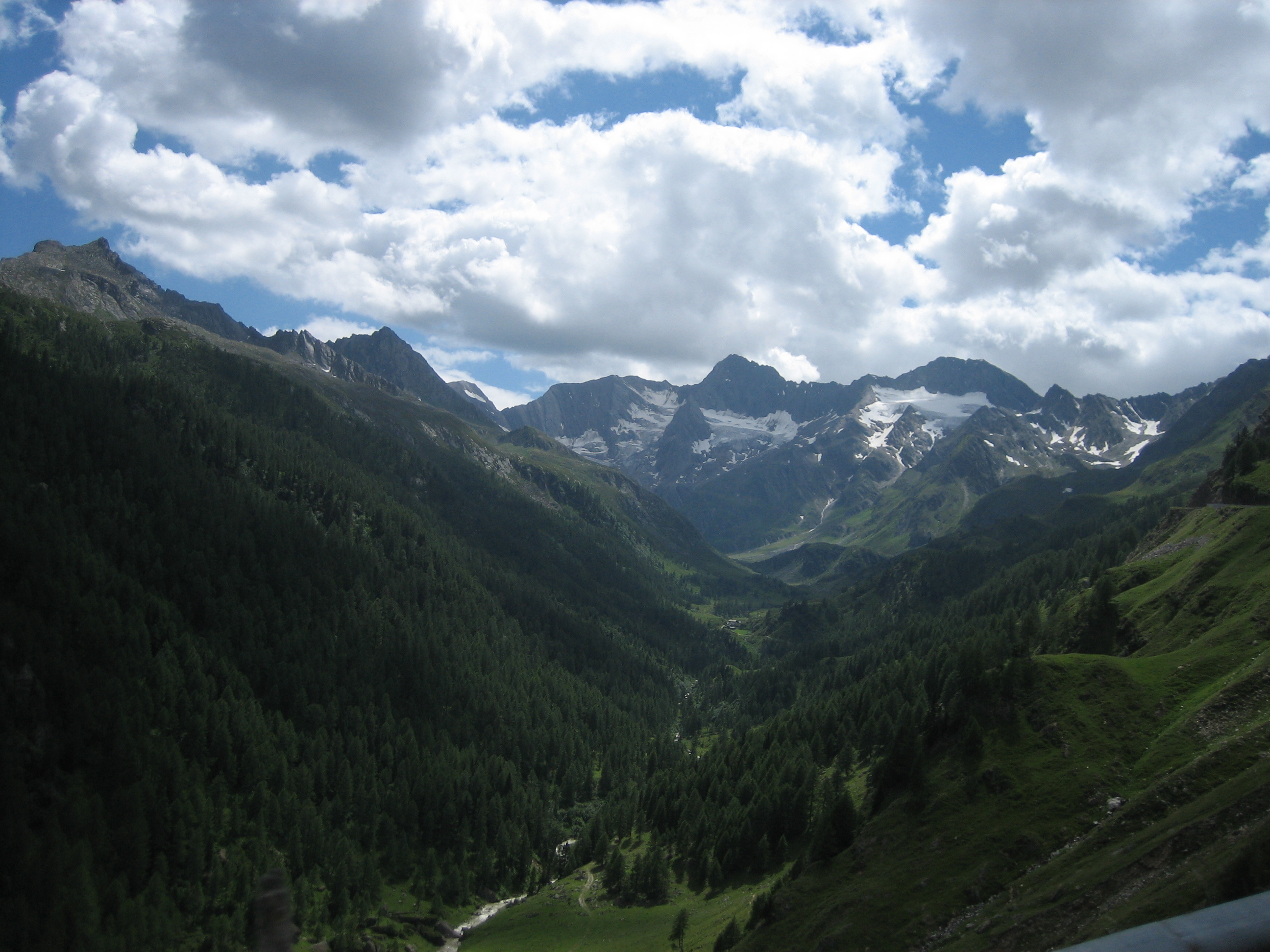

46°50′18″N 11°04′14″E / 46.838383°N 11.070657°E
格拉納滕科格爾山（德語：Granatenkogel），是中歐的山峰，位於奧地利和意大利接壤的邊境，屬於奧茨塔爾阿爾卑斯山脈的一部分，距離霍赫菲斯特山1.1公里，海拔高度3,318米，人類在1878年8月5日首次登頂。